# Dissolució del Parlament de Letònia
La Dissolució del Parlament de Letònia és una disposició relativa a un dels poders de reserva del President de Letònia, ratificada el 15 de febrer de 1922, per iniciar la dissolució del Saeima d'acord amb els articles 48 al 50 de la Constitució de Letònia.
48. El President tindrà dret a proposar la dissolució del Saeima. A propòsit d'aquesta proposta, se celebrarà un referèndum nacional. Si al referèndum més de la meitat dels vots emesos són a favor de la dissolució, el parlament es considerarà dissolt y convocades noves eleccions, aquestes eleccions se celebraran en un termini màxim de dos mesos després de la data de la dissolució del Saeima.
49. Si el Saeima s'ha dissolt, el mandat dels membres del Saeima continuarà en vigor fins que el Saeima acabat d'elegir sigui convocat. El Saeima dissolt només podran celebrar sessions a petició del President. L'ordre del dia de les mencionades sessions seran determinats pel President.
50. Si al referèndum més de la meitat dels vots emesos estan en contra de la dissolució del Saeima, tot seguit, el President es considerarà denegat del seu càrrec, i el Saeima escollirà un nou President que governarà a la resta del mandat del President destituït.
Així, la Constitució estableix un dels possibles procediments per resoldre una crisi política en una república parlamentària i faculta al President, una figura d'una altra manera en gran part cerimonial, per iniciar la dissolució del parlament, però amb el perill potencial de la seva pròpia oficina, en el cas que la seva iniciativa sigui rebutjada pel vot popular.
Aquesta facultat constitucional va ser utilitzada per primera vegada a la història de l'estat de Letònia pel President Valdis Zatlers, el 28 de maig de 2011. El 30 de maig, la Comissió Electoral Central va resoldre que la votació tindria lloc el 23 de juliol de 2011.

## Drets del ciutadans
Des de 2009, l'article 14 també preveu el dret dels ciutadans sense la participació del president a convocar la dissolució del Parlament amb un previ referèndum nacional d'una dècima part dels electors.
Anteriorment, després dels disturbis a Riga del 13 de gener de 2009 el president Valdis Zatlers va prometre la dissolució del Saeima, llevat que s'aprovés les esmenes en la Constitució que proveïssin la possibilitat de la seva dissolució pel vot popular. Aquestes modificacions van ser aprovades per part del Saeima el 8 d'abril de 2009, quan el president va decidir l'1 d'abril no dissoldre el Parlament.

## Antiga dissolució inconstitucional
El Parlament letó del Saeima, també es va dissoldre inconstitucionalment en 15 de maig de 1934 després d'un cop d'Estat incruent organitzada per l'aleshores primer ministre Kārlis Ulmanis. El Consell de Ministres va declarar l'estat militar d'emergència i va suspendre l'activitat del Saeima. Aquest acte va ser una violació directa de la Constitució de Letònia i va portar a l'establiment d'un règim autoritari.